# 任国章
任国章（1911年—1996年），男，壮族，广西奉化（今田阳）人，中华人民共和国政治人物，曾任广西民族学院党委书记，广西壮族自治区人大常委会副主任。